# III. Armeekorps
III. Armeekorps var en tysk armékår under andra världskriget. Kåren organiserades den 1 oktober 1934 i Berlin.

## Bakgrund
I samband med den tyska mobiliseringen den 26 augusti 1939 sattes kåren på krigsfot. Kåren deltog i invasionen av Polen 1939 och slaget om Frankrike 1940 och omorganiserades den 21 mars 1941 till en motoriserad kår. Denna motoriserade kår stred på södra delen av östfronten. 
Mellan februari och april 1942, samt i juni, betecknades kåren Gruppe von Mackensen. 
Den 21 juni 1942 omorganiserades armékåren till III. Panzerkorps.

## Operation Barbarossa

### Organisation
Armékårens organisation den 22 juni 1941:
- 14. Panzer-Division

## Slaget om Moskva

### Organisation
Armékårens organisation den 27 september 1941:
- 198. Infanterie-Division
- SS-Division Wiking

## Befälhavare
Kårens befälhavare:
- General der Infanterie Erwin von Witzleben  1 oktober 1934-10 november 1938
- Generaloberst Curt Haase  10 november 1938–13 november 1941
- General der Infanterie Kurt von Greiff  13 november 1940–15 januari 1941
- Generaloberst Curt Haase  15 januari 1941–15 februari 1941
- Generaloberst Eberhard von Mackensen 15 februari 1941-21 juni 1942

Stabschef:
- Oberst Erich von Manstein 1 oktober 1934-1 juli 1935
- Generalmajor Hans-Gustav Felber  1 juli 1935–1 april 1938
- Generalmajor Curt Gallenkamp  1 april 1938–26 september 1939
- Oberstleutnant Nikolaus von Vormann  1 oktober 1939–7 maj 1940
- Oberst Ernst-Felix Faeckenstedt   12 maj 1940–1 april 1942
- Oberst Sigismund-Helmut von Dawans  1 april 1942-21 juni 1942